# Goldwyn Pictures
Goldwyn Pictures Corporation fue una productora cinematográfica estadounidense que operó desde 1916 hasta 1924, cuando se fusionó con otras dos productoras para formar el gran estudio Metro-Goldwyn-Mayer. Fue fundada el 19 de noviembre de 1916 por Samuel Goldfish, un ejecutivo de Lasky's Feature Play Company, y los hermanos productores de teatro de Broadway Edgar y Archibald Selwyn, utilizando una amalgama de ambos apellidos para denominar a la compañía.
El estudio tuvo un éxito moderado, pero se hizo más famoso por su icónica marca Leo el León. Aunque la Metro fue la superviviente nominal, el estudio fusionado heredó las antiguas instalaciones de Goldwyn en Culver City, California, donde permanecerían hasta 1986. El estudio fusionado también conservó el logotipo de Leo the Lion de Goldwyn.
Lee Shubert de Shubert Theater fue inversionista de la compañía.

## Historia
Goldwyn Pictures Corporation (GPC) fue fundada en 1916 por Samuel Goldfish en asociación con los productores de Broadway Edgar y Archibald Selwyn, usando una amalgamación de ambos apellidos para crear el nombre. Goldfish hubo dejado Lasky's Feature Play Company, de la que fue uno de los fundadores, en 1916, cuando se fusionó con Feature Play de Famous Players. Margaret Mayo, esposa y dramaturgo de Edgar, y Arthur Hopkins, un productor de Broadway, se unieron al trío como escritor y director general.
Al principio, Goldwyn Pictures alquiló las instalaciones de producción de Solax Studios cuando él y muchos otros primeros estudios de cine en la primera industria cinematográfica de Estados Unidos tenían su sede en Fort Lee, Nueva Jersey. El primer lanzamiento de la empresa fue Polly of the , una adaptación de la obra de Mayo, en septiembre de 1917, protagonizada por Mae Marsh. En abril de 1917, Goldwyn Pictures accedido a alquilar los estudios de la Universal Pictures en Fort Lee, y luego tener la etapa de la segunda mayor, y tenía dos compañías de cine que operan en el tiempo con los planes de varias empresas de producción. La dirección de la empresa tenía planeado tener 12 películas hechas el 1 de septiembre de 1917 con la distribución de las películas a cabo con el fin de ser capaz de mostrar imágenes de avanzada para los teatros. Goldfish también asocia la compañía con la Universidad de Columbia a través de la clase de escritura de guiones del profesor Víctor Freeburg en 1917 para aumentar la tabla de posiciones artísticas de la compañía. La compañía también dio a conocer otras producciones con la película de la Dressler Producing Corporation de Marie Dressler, The Scrub Lady, en 1917. La empresa se vio obligada en octubre de 1917 a cambiar The Eternal Magalene por Fighting Odds, ambas protagonizadas por Maxine Elliott, después de que la National Board of Review autorizase Magalene, mientras que los censores en el estado de Pensilvania y la ciudad de Chicago no aprobaban su exhibición. Thais, protagonizada por Mary Garden, fue exhibida a finales de 1917, y supuso grandes pérdidas.
En enero de 1918, Goldfish contrató al director Raoul Walsh y prematuramente anunciado que ya que había dos años restantes en el contrato de Walsh con Fox. Con Thais como el segundo costoso fracaso de la compañía, Goldwyn disminuyó los presupuestos de la película, en parte por no usar divas del teatro para cruzar a filmar películas y la reducción de diseño impulsada. En cambio, se basan en las comedias protagonizadas por Madge Kennedy y Mabel Normand. En agosto de 1918, GPC firmó a Will Rogers, en ese momento uno de los Follies favoritos de Broadway, para protagonizar una producción de Rex Beach, Laughing Bill Hyde, filmada en los estudios de Fort Lee para su lanzamiento en septiembre. La compañía compró la Triangle Studios en Culver City en 1918.  Goldwyn luego se dirigió al oeste a Culver City en el invierno de 1918, con la cual, las operaciones de apertura también provocaron un aumento en los gastos de cine. Viendo una oportunidad en diciembre, Samuel Goldfish luego cambió su nombre legalmente a  Samuel Goldwyn.
En 1919, Frank Joseph "Joe" Godsol se convirtió en inversionista de la Goldwyn Pictures.
Goldwyn comenzó a buscar en otras empresas de cine, como Loews Theaters/Metro Pictures y First National, en la integración vertical. Goldwyn y los partidarios de la compañía estaban buscando el alquiler del Astor Theatre para estrenos de películas en su lugar con los problemas financieros del Capitol Theatre en mayo de 1920, los socios compraron una participación del control en ese teatro. Shubert y Godsol, sin embargo, no querían que el teatro se apoyase solamente en las películas de Goldwyn y operadas de forma independiente de la empresa.
Para 1920, además de ser dueño de su estudio de Culver City, GPC estaba arrendando dos estudios de Nueva York y las operaciones en Fort Lee casi terminadas.
Tras enfrentamientos personales, Samuel Goldwyn abandonó la empresa en 1922. Godsol se convirtió en presidente del consejo de administración y de Goldwyn Pictures en 1922. En 1923 Lee Shubert de Shubert Theater se puso en contacto con Marcus Loew para fusionar la compañía con la Metro de Loew. Loew aceptó la fusión. Louis B. Mayer se enteró de la fusión pendiente y se puso en contacto con Loew y Godsol. sobre la incorporación de su Louis B. Mayer Productions a la empresa tras la fusión, que se convirtió en Metro-Goldwyn-Mayer.

## Feature staff
| - Mae Marsh - Mabel Normand - Pauline Frederick - Madge Kennedy - Tallulah Bankhead - Will Rogers - E.K. Lincoln | - Raoul Walsh - Ralph Ince - Frank Lloyd |

## Filmografía
Un incendio en 1965 en una instalación de almacenamiento de MGM destruyó muchos de los negativos e impresiones, incluyendo las copias de mejor calidad de cada película de Goldwyn producida con anterioridad a 1924; más de la mitad de las películas de MGM desde antes de 1930 están completamente perdidas.[cita requerida] El 25 de marzo de 1986, Ted Turner y su compañía Turner Broadcasting System compró películas de MGM previas a mayo de 1986 (incluyendo películas de Goldwyn Pictures) a Kirk Kerkorian por $600 millones.
- Polly of the Circus (1917)
- Tillie the Scrubwoman (1917)
- Thirty a Week (1918)[2]